# Andrea Longo (athlétisme)
Pour les articles homonymes, voir Andrea Longo et Longo.
Andrea Longo (né le 26 juin 1975 à Piove di Sacco) est un ancien coureur de demi-fond italien.

## Record
- 800 m : 1 min 43 s 74 (deuxième meilleure performance italienne de tous les temps)
- 1500 m : 3 min 39 s 49 (3 min 41 s 79 en salle)
- 400 m : 46 s 65
- 600 m : 1 min 14 s 41
- 1000 m : 2 min 15 s 83

## Palmarès

### Grands championnats
| Année | Compétition                   | Lieu    | Position | Distance   | Performance   | Notes |
| ----- | ----------------------------- | ------- | -------- | ---------- | ------------- | ----- |
| 1997  | Championnats d'Europe espoirs | Turku   | 1er      | 800 mètres | 1 min 46 s 49 |       |
| 1999  | Championnats du monde         | Séville | 6e       | 800 mètres | 1 min 45 s 33 |       |
| 2003  | Championnats du monde         | Paris   | 5e       | 800 mètres | 1 min 45 s 43 |       |

### Championnats nationaux
Andrea Longo a gagné 7 titres individuel aux Championnats d'Italie d'athlétisme,.
- 4 titres sur 800 mètres (1998, 1999, 2000, 2005)
- 1 titre sur 800 mètres indoor (1997)
- 2 titres sur 1 500 mètres indoor (2004, 2005)